# La meiga
La meiga, es una zarzuela en tres actos, divididos en cinco cuadros,en verso, con libreto de Federico Romero Sarachaga y Guillermo Fernández-Shaw Iturralde, con música de Jesús Guridi. Se estrenó con éxito en el Teatro de la Zarzuela de Madrid, el 20 de diciembre de 1928.

## Comentario
Siguiendo la línea de la zarzuela grande, que se había vuelto a instaurar a principios del siglo XX, y que volvía a tener un nuevo empuje gracias a obras como Doña Francisquita, esta obra representa un ejemplo de la vertiente regionalista que darían interesantes títulos como La del soto del parral o La parranda. Utilizando los moldes del drama rural, Federico Romero y Guillermo Fernández-Shaw, crean una obra en la que tratan de reflejar el colorido y el tipismo de Galicia, al igual que habían hecho con su anterior obra El caserío.
En el apartado musical, destacan las inmensas condiciones líricas de Jesús Guridi, al crear una música de grandes vuelos líricos y sinfónicos, recreándose ampliamente en el folklore gallego, de esta partitura cabe destacar su célebre intermedio de grandes vuelos sinfónicos y lleno de misterio, o la romanza de Ramón de gran lirismo y ternura.

## Argumento
La acción transcurre en Galicia, en el Valle del Ulla, sobre el año de 1870.

### Acto primero
En las inmediaciones de la aldea, se alzan algunas casas, en una de ellas vive Sabela, una mujer madura, conocida como la meiga del lugar, a la que piden consejos y conjuros.
Todos celebran la próxima boda de Rosalio, hijo de Sabela, con Rula, la cual ha sido apadrinada por el señor de la aldea, Don García, un hombre ya maduro cuya reputación de galán y conquistador todavía se mantiene en la aldea. Vuelve a la aldea Cirolas, el marido de Sabela, el cual partió para tierras cubanas a hacer fortuna, todos los del pueblo lo vitorean y lo tratan con gran respeto.
Sabela lo recibe y Cirolas le descubre que en realidad vuelve arruinado, sin haber logrado su sueño, pero con ánimos de ver a sus hijos y poder contemplar la boda. Llega Ramón, un muchacho vecino de Sabela, que está enamorada de la hija de esta, Rosiña, siendo correspondida por ella.
Rosiña trabaja en el pazo de Don García, suscitando los rumores de los posibles amores de dicho señor con ella, corriendo incluso un romance que canta un ciego del pueblo. Ramón trata de no creer ninguna palabra, puesto que él sabe sobre la lealtad y pureza de ella. Llega Don García para apadrinar a los novios y le llama la atención la figura de Rosiña, a la cual dedica elogios, levantando comentarios entre los aldeanos y despertando la tristeza en Ramón.

### Acto segundo

#### Cuadro primero
Ante el santuario de la Virgen de Espiña, se congregan varios tenderetes y puestos, a la vez que devotos y aldeanos que van a celebrar la misa. El sacristán de la iglesia es Cirolas el cual se encarga de recoger los donativos de los feligreses a la virgen.
Llegan a la misa Don García con sus criados para ofrecer algunas cosas a la virgen. Llega Sabela para presenciar la misa y habla con Cirolas, el cual comenta su deseo de volver a Cuba, pidiéndole dinero a ella. Llegan los mozos y mozas dispuestos a celebrar el pasacalle para los novios Rosalio y Rula. Por otra parte, Ramón es asediado por los comentarios maliciosos de los aldeanos con respecto a la supuesta infidelidad de Rosiña con el señor de la aldea.
Ramón queda a solas con Rosiña, y le comenta sobre los rumores que hay sobre ella y el señor de la aldea. Ella trata de animar a Ramón, demostrándole que no hay nada que temer con respecto a esos infundios, pero él le comenta su plan, el de marcharse con ella a Santiago para casarse y luego partir hacia América en busca de un buen futuro. Sabela corta dicha conversación, enfrentándose a los rumores y demostrando la inocencia de ella.
Rosiña entra en la iglesia y Sabela implora al cielo por la salvación de su hija y de Ramón.

#### Cuadro segundo
A las afueras del pazo de Don García, llega Cirolas junto con Sabela, para despedirse de todos, ya que al fin, va a partir esa misma noche para América. Los criados comentan al señor, sobre los planes de boda de Ramón con Rosiña y la futura partida de ambos hacia América.
Don García llama a Rosiña y a Sabela; interroga a Rosiña sobre dichos planes cosa que ella afirma, el señor trata de hacerla cambiar de opinión ofreciéndole tierras y propiedades para que no puedan marchar, ya que sería una deslealtad hacia él. Rosiña duda de todas estas ofrendas pues ve que pueden suscitar la malicia entre los aldeanos.
Llegan varias muchachas con sus panderos, acompañadas de varios aldeanos y emigrantes, dispuestos a celebrar una pequeña fiesta en el pazo, cuando aparece Ramón. Don García le hace su oferta, que él rechaza desatando la ira del señor, amenazando con perseguirlos. Ramón, al final renuncia a la mano de Rosiña y decide partir solo hacia a América, despidiéndose de todos y marchándose con los emigrantes. Cuando todos están dentro del pazo, Rosiña corre hacia el cruceiro, y le lanza a Ramón su último adiós, cayendo al suelo de rodillas y llorando.

### Acto tercero

#### Cuadro primero
En una estancia del Pazo, está Don García meditando acerca de la partida de Ramón y pensando en la tristeza de Rosiña. Llaman a la puerta y entra Sabela, entre ellos se entabla un íntimo diálogo; se descubre que ambos fueron amantes en el pasado y que dicho fruto de los amores es Rosiña, Sabela le ruega que por aquellos amores piense en el futuro de su hija con Ramón.
Don García llama a sus criados y manda a buscar a Ramón. Rosiña entra y bendice sus manos y abraza a su padre con gran emotividad.

#### Cuadro segundo
A las afueras del Pazo, a la madrugada, llegan Rula y Rosalio, cansados por la rondalla que no ha parado de seguirlos. Al llegar al crucerio, Rosalio encuentra escondida bajo una piedra una carta de Cirolas.
En ella revela la verdad de su visita, que él al marcharse dejó un hijo, el natural que tuvo con Sabela, su esposa, pero que al estar dos años allí, se enteró del nacimiento de Rosiña. Por lo que decidió volver cuando pudiera para comprobar quien era el padre de la criatura y ajustarle las cuentas, al llegar descubre que dicha niña es hija de Don García, y que pudiendo hacer una locura, decidió fingir y hacerse pasar por pobre, para poder volver a Cuba de nuevo.
Rosalio se emociona al terminar de leer la carta y descubrir que en realidad Cirolas es próspero y rico, y le nombra a él y a su esposa herederos universales, animándolos a ir a Cuba con él.
Llegan los gaiteros preparados para cantar la alborada, salen todos del pazo y llega uno de los criados acompañando a Ramón. Don García lo llama a su lado y le entrega la mano de Rosiña, pidiendo perdón y reconociéndola públicamente como su hija y heredera. La obra concluye con la futura felicidad de Rosiña y Ramón.

## Números musicales
- Acto primero
  - Preludio (Orquesta)
  - Escena: "Cantador que estás Cantando"
  - Dúo de Rula y Rosalio: "Como al fin ya nos botaron"
  - Cantar de Ciego: "¡Pobre rapaza, flor de la aldea!"
  - Coro de los consejos: "Buenos días, Sabela"
  - Romanza de Ramón: "Yo te vi pasar"
  - Dúo de Ramón y Rosiña: "¡Ay, Rosiña, flor de mayo!"
  - Escena y fin del acto primero: "Paso, paso a Don García"
- Acto segundo
  - Cuadro primero
    - Introducción y escena: "Para ver unos ojos negros"
    - Escena y salida de la iglesia: "A la virgen de la Espiña"
    - Pasacalle y Muñeira: "Para bailar es menester"
    - Intermedio (Orquesta)

  - Cuadro segundo
    - Parranda: "Parranda, Parranda, que soy parrandeiro"
    - Escena y fin del acto segundo: "Veña o pandeiro"
- Acto tercero
  - Preludio (Orquesta)
  - Cuadro primero
    - Dúo de Don García y Sabela: "No queda ya"
    - Intermedio: "A vida do arrieiros"

  - Cuadro segundo
  - Alborada: "Mariquiña, Mariquiña"
    - Fin de la obra (Orquesta)

## Personajes principales
- Sabela, madre de Rosiña y meiga conocida en el pueblo (soprano).
- Rosiña, hija de Sabela, sirvienta del Pazo y víctima de la maledicencia (soprano).
- Rula, prometida de Rosalio (tiple cómica).
- Ramón, campesino enamorado de Rosiña y víctima de la maledicencia (tenor).
- Don García, amo señorial de la aldea y galán maduro (barítono).
- Rosalio, hijo de Sabela y novio de Rula (tenor cómico).
- Cirolas, indiano retornado y esposo de Sabela (actor).